# Slunečná (Želnava)
Slunečná, bis 1949 Žumberk (deutsch Sonnberg), ist ein Ortsteil der Gemeinde Želnava in Tschechien. Das Dorf liegt je acht Kilometer nordwestlich von Horní Planá und gehört zum Okres Prachatice.

## Geographie
Slunečná befindet sich linksseitig des moorigen Moldau-Oberlaufes auf einem zu den Ausläufern der Želnavská hornatina gehörigen Hügel im Böhmerwald. Das Dorf liegt an der Grenze zwischen dem Nationalpark Šumava und dem Landschaftsschutzgebiet Šumava. Gegen Norden liegt das Tal des Uhlíkovský potok (Kriebach), südlich das des Starý potok und im Westen das breite Moldautal. Nördlich erheben sich der Nad Uhlíkovem (Pendelberg, 965 m n.m.) und der Černý les (Schwarzwald, 1007 m n.m.), im Nordosten der Reitberg (811 m n.m.) und die Suchá hora (Dürrenberg, 1080 m n.m.), östlich der Höllenberg, der Bulov (Ochsenberg, 966 m n.m.) und die Hvězda (Großer Sternberg, 1145 m n.m.), im Südosten der Große Ochsenberg (986 m n.m.) und der Hrad (Hausberg, 940 m n.m.), südwestlich der Želnavský vrch (Salnauer Berg, 815 m n.m.), im Westen der Perník (Lebzelterberg, 1048 m n.m), die Jelenská hora (Hirschberg, 1068 m n.m.) und der U hvozdecké cesty (Wahlberg, 902 m n.m) sowie nordwestlich der Hvozd (Hochwald, 1047 m n.m.). Durch Slunečná führt die Staatsstraße I/39 zwischen Volary und Horní Planá. Westlich, am gegenüberliegenden Moldauufer verläuft die Bahnstrecke České Budějovice–Černý Kříž, der nächste Haltepunkt ist Ovesná.
Nachbarorte sind V Černém Lese im Norden, Maňava und Pernek im Südosten, Želnava im Süden, Vltava und Ovesná im Südwesten, Jelení im Westen sowie Stožec, Černý Kříž, Smolná Pec und Záhvozdí im Nordwesten. Östlich erstreckt sich der Truppenübungsplatz Boletice; auf dessen Gebiet befinden sich gegen Norden die Wüstungen Zelená Hora (Grünberger) und Uhlíkov, nordöstlich Žumberský Mlýn (Sonnbergsthal), Zadní Bor (Hinterhaid) und Nový Špičák (Neu Spitzenberg), im Osten Starý Špičák (Alt Spitzenberg), Jablonec (Ogfolderhaid) und Bozdova Lhota (Hundshaberstift), südöstlich Otice (Ottetstift), Staré Hutě (Althütten), Maňávka (Böhmisch Haidl), Standův Mlýn (Standmühle) und U Riedla (Riedelhütte).

## Geschichte
Das Dorf wurde im Zuge der Kolonisation des Böhmerwaldes durch das Kloster Goldenkron gegründet und 1370 erstmals erwähnt. Während der Hussitenkriege und des Dreißigjährigen Krieges wurde Sonnberg geplündert und verwüstet. Zu Beginn des 16. Jahrhunderts wurde das Gericht Salnau mit seinen 23 Dörfern dem Kloster entzogen und durch die Herren von Rosenberg verwaltet. Zum Ende des 17. Jahrhunderts brach in der Gegend die Pest aus, kurz darauf folgte eine Hungersnot. Zusammen mit den anderen Klostergütern ging auch Sonnberg 1785 in Folge der Aufhebung des Klosters Goldenkron in das Eigentum der  Fürsten Schwarzenberg und wurde Teil der Allodialherrschaft Krumau.
Im Jahre 1840 bestand Sonnberg aus 13 Häusern mit 143 deutschsprachigen Einwohnern. Pfarrort war Salnau. Bis zur Mitte des 19. Jahrhunderts blieb Sonnberg der Allodialherrschaft Krumau untertänig.
Nach der Aufhebung der Patrimonialherrschaften bildete Sonnberg ab 1849 einen Ortsteil der Gemeinde Hintring im Gerichtsbezirk Oberplan. 1860 lebten in den zwölf Häusern von Sonnberg 154 Menschen. Ab 1868 gehörte das Dorf zum Bezirk Krumau. Um 1880 erreichte Sonnberg die größte Einwohnerzahl seiner Geschichte. Im Jahre 1920 bestand Sonnberg aus 23 Häusern und hatte 231 Einwohner. Im Jahre 1924 wurde der tschechische Ortsname Žumberk eingeführt. 1930 lebten in den 25 Häusern von Sonnberg wiederum 231 Personen. Im Oktober 1938 wurde das Dorf in Folge des Münchner Abkommens dem Deutschen Reich zugeschlagen und gehörte bis 1945 zum Landkreis Prachatitz. Nach dem Ende des Zweiten Weltkriegs kam Žumberk an die Tschechoslowakei zurück und wurde wieder dem Okres Český Krumlov zugeordnet. Die deutschböhmische Bevölkerung wurde in den Jahren 1945 und 1946 auf Grund der Beneš-Dekrete zum großen Teil vertrieben und der Ort nur in geringem Umfang mit Tschechen wiederbesiedelt.
Im Zuge der Gebietsreform von 1948 wurde die Gemeinde Hintring dem Okres Prachatice zugeordnet. 1949 erfolgte die Umbenennung von Hintring in Záhvozdí und von Žumberk in Slunečná. Die Wälder östlich von Slunečná wurden 1950 Teil des Truppenübungsplatzes Boletice. Im selben Jahr kam Slunečná nach der Aufhebung der Gemeinde Záhvozdí als Ortsteil zu Bělá. In den 1950er Jahren hatten die Neusiedler Slunečná wieder verlassen, so dass das Dorf unbewohnt war. Ab 1961 gehörte Slunečná als Ortsteil zu Želnava und ab dem 1. Juli 1980 zu Nová Pec. In den 1960er Jahren hatte Slunečná wieder einige Einwohner, jedoch nur ca. 15 % der Einwohnerzahl der Vorkriegszeit. Zu dieser Zeit wurden die leerstehenden Häuser des Dorfes von der Armee zerschossen, dadurch blieben von der früheren dörflichen Struktur nur Fragmente erhalten. Als einziger Neubau entstand eine Anlage der JZD. Seit Mitte der 1970er Jahre ist die Zahl der Einwohner erneut rückläufig. Zum 1. Mai 1991 lösten sich Záhvozdí, Želnava und Slunečná von Nová Pec los und bildeten die Gemeinde Želnava. Zum Ende des 20. Jahrhunderts entstand auf dem landwirtschaftlichen Areal eine Ökofarm.
Im Jahre 1991 hatte Slunečná neun Einwohner. 2001 bestand der Ort aus fünf Wohnhäusern, in denen zwei Personen lebten. Insgesamt besteht Slunečná aus sieben Häusern.
Slunečná ist heute eine Erholungssiedlung, die einzigen ständigen Einwohner sind die Besitzer der Ökofarm.

## Ortsgliederung
Der Ortsteil Slunečná ist Teil des Katastralbezirks Želnava.

## Sehenswürdigkeiten
- Das Moorwiesengebiet entlang der mäandrierenden Moldau westlich von Slunečná wurde 1989 als Teil des Naturreservates Vltavský luh unter Schutz gestellt.